# Oktant
En oktant er et ældre instrument til vinkelmåling, der fungerer på samme måde som en sekstant. En oktant spænder over en ottendedel af en cirkelbue, 45°, mens sekstanten spænder over 60°.
| Artikelstump | Spire Denne artikel om måleinstrumenter er en spire som bør udbygges. Du er velkommen til at hjælpe Wikipedia ved at udvide den. |